# Wiśweśwara antargryha jatra
Wiśweśwara antargryha jatra – hinduistyczna pielgrzymka odbywana w granicach miasta Waranasi. Polega na marszu po prawoskrętnej spiralnej trasie, siedmiokrotnie okrążającej Świątynię Wiśwanatha po obwodach o coraz mniejszym promieniu.
Pielgrzymi odwiedzają po drodze 72 obiekty sakralne. Największą liczbę spośród nich stanowią mandiry Śiwy – jest ich 56 na trasie tej jatry.